# Kapela Presvetog Trojstva (Pokupsko)
Kapela Presvetog Trojstva je rimokatolička građevina u mjestu Lukinić Brdo, općina Pokupsko.

## Opis
Kapela Presvetog Trojstva u Pokupskom Gladovcu sagrađena je 1874. godine na brežuljku iznad sela. Jednobrodna drvena kapela pravokutne tlocrtne osnove dimenzija cca 13x8 m zaključena je peterostranim svetištem, a iznad zabata na glavnom pročelju podignut je drveni toranj obložen šindrom i zaključen piramidalnim krovom. Kapela je građena hrastovim planjkama na betonskim temeljima, a grede su međusobno povezane na tzv. „nemške vugle“. Unutrašnjost kapele zaključena je ravnim drvenim stropom. Od nekadašnjega inventara u kapeli je sačuvana drvena propovjedaonica u stilu rokokoa te nekoliko štafelajnih slika; Bogorodica s Djetetom, sv. Ivan Nepomuk te na zidovima svetišta Bičevanje Krista, Krunjenje Bogorodice i Presveto Trojstvo, izvorno dio raskošnoga glavnoga oltara. Slike su radovi nepoznatih autora iz 19. stoljeća.

## Zaštita
Pod oznakom Z-6356 zavedena je kao nepokretno kulturno dobro - pojedinačno, pravna statusa zaštićena kulturnog dobra, klasificirano kao "sakralna graditeljska baština".